# 141 a. C.
El año 141 a. C. fue un año del calendario romano prejuliano. En el Imperio romano, fue conocido como el año 613 Ab Urbe condita.

## Acontecimientos
- 9 de marzo: Liu Che, póstumamente conocido como el emperador Wu de Han, asume el trono sobre la dinastía Han de China.
- Mitrídates I de Partia conquista Mesopotamia.
- Hispania Citerior: cónsul Quinto Pompeyo; en la Hispania Ulterior sigue siendo procónsul Quinto Fabio Máximo Serviliano. Q. Pompeyo fracasa ante Numancia y Termancia.[1]